# Maharashtra
Maharashtra er en delstat i det vestlige Indien. Dens hovedstad er Mumbai, Indiens økonomiske kraftcenter. Der var 96.752.247 indbyggere ifølge en folketælling i 2001.
Delstaten blev dannet 1. maj 1960 for at tilfredsstille kravet fra den største sproggruppe i staten, de marathi-talende, om deres egen stat. Delstaten Bombay, som var blevet udvidet i 1956 for at omfatte marathi- og gujarati-talende områder fra Hyderabad og Madya Pradesh, blev delt i de to stater Maharashtra og Gujarat efter de talte hovedsprog.
Maharashtra grænser op til Goa og Karnataka mod syd, Andhra Pradesh mod sydøst, Gujarat, Dadra og Nagar Haveli, og Madhya Pradesh mod nord, Chhattisgarh mod øst, og Det Arabiske Hav mod vest.
Større byer: Mumbai, Thane, Ulhasnagar, Bhiwandi, Ratnagiri, Chiplun, Jalgaon, Dhulia, Bhusawal, Pune, Ahmadnagar, Sholapur, Nasik, Sangli, Kolhapur, Aurangabad, Nagpur.